# Konteiner (radar)
Il Konteiner (in russo Контейнер?), anche identificato con la sigla 29B6, è un radar a scansione elettronica di fabbricazione russa, sviluppato negli anni duemila e localizzato a Kovylkino nella regione della Mordovia. Rappresenta l'ultima generazione di radar russi del tipo over-the-horizon ed è entrato in servizio attivo nel dicembre 2019 presso le forze missilistiche strategiche della Federazione Russa.
Il radar è posizionato in modo tale da fornire una copertura dello spazio aereo sovrastante il continente europeo ed è progettato per rilevare bersagli aerodinamici fino a 3.000 km di distanza e 100 km di altitudine.
È in programma la realizzazione di ulteriori stazioni, tra cui una dislocata a Kaliningrad ed una a protezione della regione artica.

## Caratteristiche
Il sistema è costituito da due schiere di antenne, una trasmittente e una ricevente, distribuite su una lunghezza di 1.300 metri.
Il ricevitore è costituito da 144 antenne, alte 34 metri, disposte secondo la forma di un triangolo equilatero. La trasmittente è costituita invece da 36 antenne riconfigurabili, distribuite su una lunghezza di 440 metri.
I segnali del radar sono stati rilevati da alcuni radioamatori nella banda di frequenza 9,2-19,745 MHz e il proprio suono è stato equiparato a quello del radar di preallarme sovietico Duga, in servizio dal 1976 al 1989, soprannominato "picchio russo".